# D5 (standard di videoregistrazione)

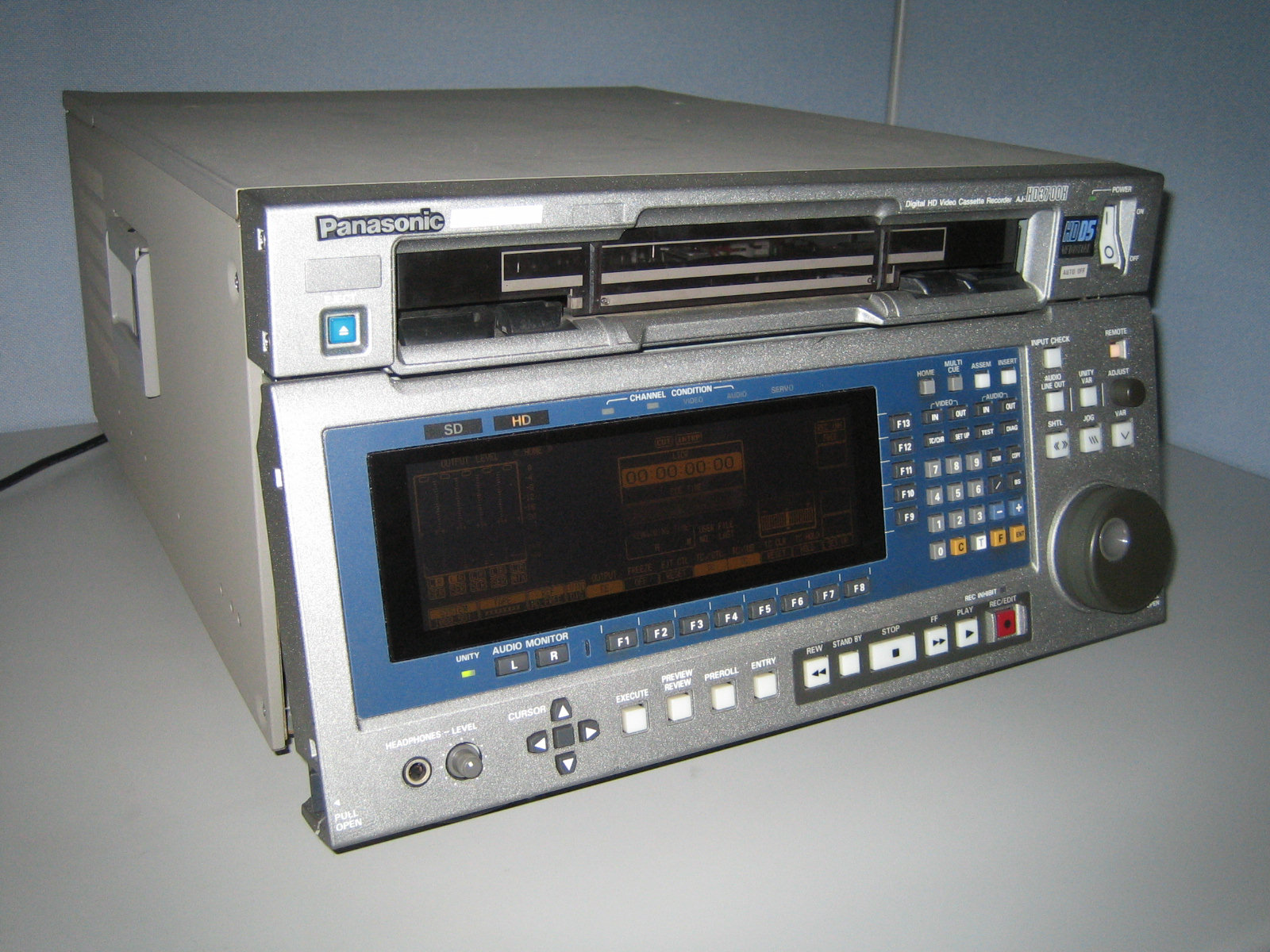
Videoregistratore Panasonic D5 HD AJ-HD3700H

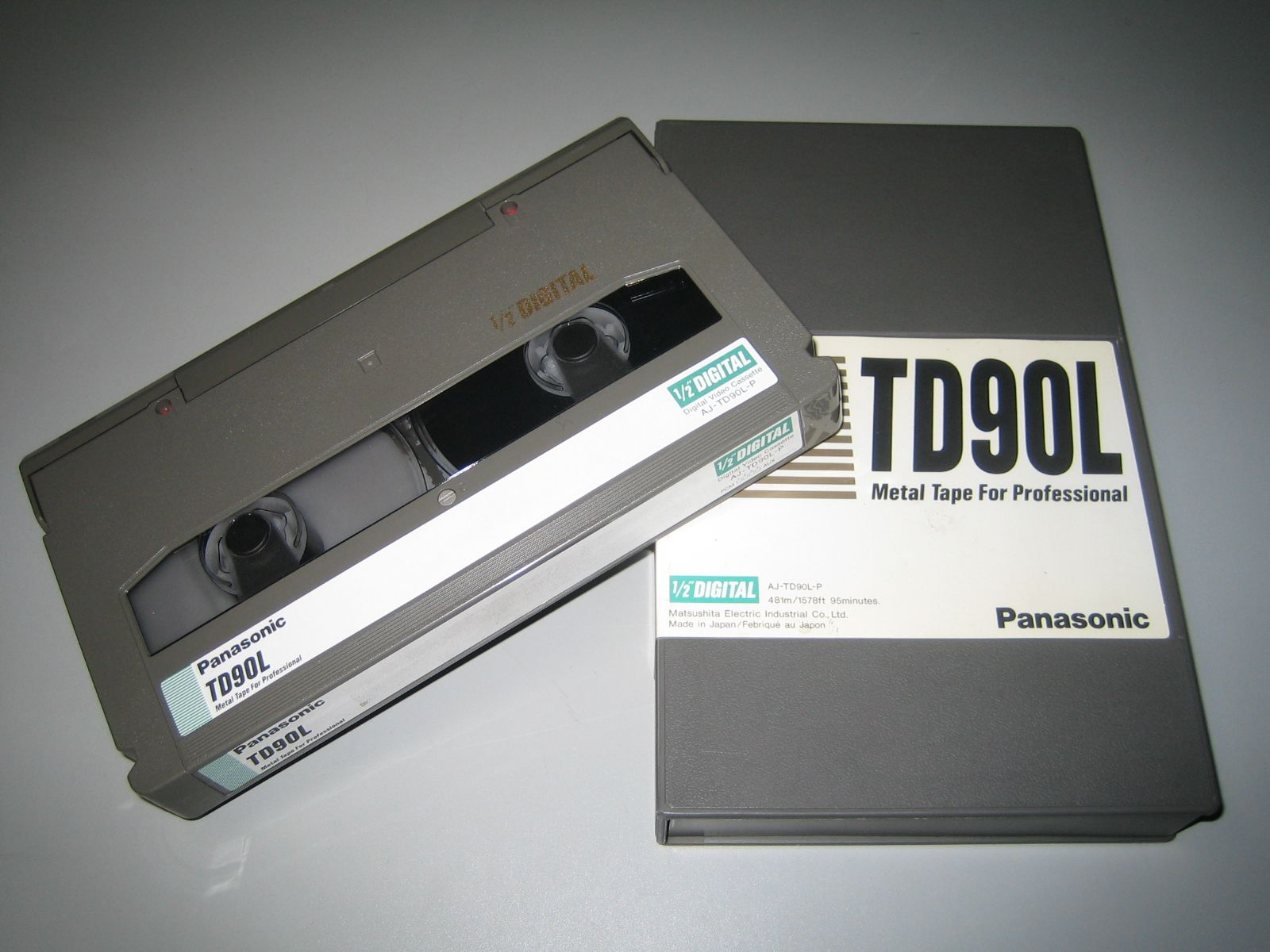
Videocassetta per D5 HD (Medium)

Il D5 è un formato di videoregistrazione digitale professionale, prodotto dalla Panasonic a partire dal 1994. Al pari del Sony D1, registra il video a componenti digitale non compresso (con quantizzazione a 10 bit invece che a 8), ma usa gli stessi nastri da mezzo pollice del D3, formato digitale composito prodotto dalla stessa Panasonic. Per registrare la maggiore larghezza di banda del video a componenti, il nastro viene fatto scorrere a una velocità quasi doppia, dimezzando così la durata del nastro.
I nastri D3 possono essere riprodotti da una macchina D5.

## D5 HD
Il formato D5 HD è una variante del D5 e permette di utilizzarne i nastri per registrare segnali ad alta definizione, per mezzo di una compressione 4:1. Sono supportati i formati interlacciati a 1080 e 1035 linee, quelli progressivi a 720 linee e anche il 1080p a 24, 25 e 30 fotogrammi per secondo. Inoltre sono disponibili 4 canali di audio digitale a 48 kHz e 24 bit, oppure otto canali a 48 kHz e 20 bit.
I videoregistratori D5 già esistenti possono essere adattati all'impiego con l'alta definizione tramite l'uso di un convertitore esterno. Tuttavia, tutta la banda registrabile dal nastro viene utilizzata per il segnale, per cui viene meno la correzione d'errore presente sulle registrazione a definizione standard.
A seconda del formato usato, il bitrate del D5 cambia, secondo quanto specificato nel manuale di servizio del modello AJ-HD3700B:
- 323 Mbit/s (1080/59.94i/8CH, 720/59.94p/8CH, 480/59.94i/8CH)
- 319 Mbit/s (576/50i/8CH)
- 300 Mbit/s (1080/59.94i/4CH, 720/59.94p/4CH, 480/59.94i/4CH)
- 258 Mbit/s (1080/23.98p/8CH, 1080/24p/8CH)
- 269 Mbit/s (1080/50i/8CH, 1080/25p/8CH, 576/50i/8CH)

## Curiosità
Nella numerazione dei formati digitali si nota l'assenza di un formato D4. Questa mancanza, secondo una leggenda metropolitana diffusa nel settore, ma secondo molta letteratura tecnica, è dovuta a superstizione, dal momento che il numero 4 è ritenuto sfortunato in alcune culture asiatiche.